# Rokujō
Kaiser Rokujō (jap. 六条天皇, Rokujō-tennō; * 28. Dezember 1164; † 23. August 1176) war der 79. Tennō von Japan (5. September 1165–30. März 1168) und ein Sohn des Kaisers Nijō.
Bereits vor seinem ersten Geburtstag bestieg er den Thron seines Vaters, auf dem er zweieinhalb Jahre saß. Anschließend wurde sein älterer Bruder Takakura Kaiser. Rokujō starb bereits mit 13 Jahren. Während seiner Amtszeit wurde die Politik von seinem Großvater, dem Ex-Kaiser Go-Shirakawa, und dem Politiker Taira no Kiyomori bestimmt (Insei-System).